# Albarracín

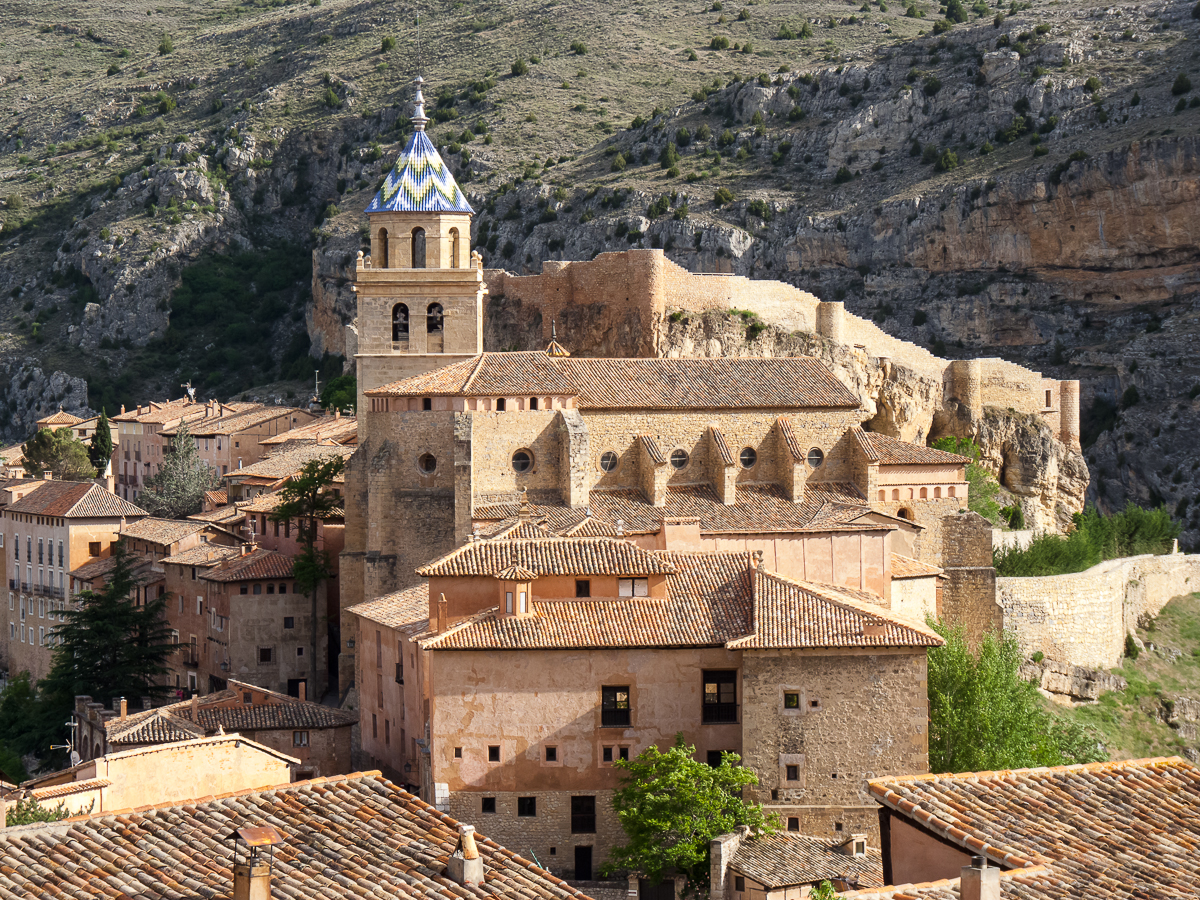
Altstadt, Kathedrale und Stadtmauer

Albarracín ist eine Kleinstadt und Hauptort einer Gemeinde (municipio) mit 1.002 Einwohnern (Stand: 2024) in der Provinz Teruel in der Autonomen Region Aragonien im Osten Spaniens. Der Ort ist als Kulturgut (Bien de Interés Cultural) in der Kategorie Conjunto histórico-artístico anerkannt; er liegt am Camino del Cid. Die Stadt war bis zum Jahr 1851 Sitz eines Bischofs.

## Lage und Klima
Der Ort Albarracín liegt auf einem nahezu vollständig vom Río Guadalaviar umflossenen Felsen im Südosten des Iberischen Gebirges etwa 275 km (Fahrtstrecke) östlich von Madrid bzw. knapp 40 km westlich der Stadt Teruel in einer Höhe von ca. 1150 bis 1185 m. Das Klima ist gemäßigt bis warm; Regen (ca. 500 mm/Jahr) fällt übers Jahr verteilt.

## Bevölkerungsentwicklung
| Jahr      | 1857  | 1900  | 1950  | 2000  | 2024  |
| Einwohner | 1.883 | 1.897 | 1.467 | 1.055 | 1.002 |

Die Mechanisierung der Landwirtschaft sowie die Aufgabe bäuerlicher Kleinbetriebe und der daraus resultierende Verlust an Arbeitsplätzen haben in der zweiten Hälfte des 20. Jahrhunderts zu einem deutlichen Bevölkerungsrückgang (Landflucht) geführt.

## Wirtschaft
Die Gemeinde lebte jahrhundertelang ausschließlich vom Getreideanbau (Gerste und Weizen), der hauptsächlich zur Selbstversorgung betrieben wurde; auch Viehhaltung (Schafe, Ziegen, Hühner) fand in geringem Maße statt. Der Ort Albarracín diente als merkantiles, handwerkliches und kulturelles Zentrum für die inzwischen zumeist verschwundenen Weiler und Einzelgehöfte in seiner Umgebung. Heute spielt die Landwirtschaft immer noch die wichtigste Rolle, doch sind auch Einnahmen aus dem Tourismus (Vermietung von Ferienwohnungen etc.) zu verzeichnen.

## Geschichte
Im 1. Jahrtausend v. Chr. siedelten in der Region wahrscheinlich keltiberische Stammesgruppen der Lobetaner. In römischer Zeit befand sich hier ein Landgut (villa rustica) und vielleicht auch ein kleiner Ort mit Namen Lobetum; außerdem gruben die Römer eine ca. 16 km lange Wasserleitung zur Nachbarstadt Cella. Die Westgoten bauten eine der Gottesmutter Maria geweihte Kirche. In der Phase des allmählichen Zerfalls des Kalifats von Córdoba gründete die Berber-Dynastie der Banu Racin ein kurzlebiges Taifa-Emirat, von dem die Stadt ihren heutigen Namen erhielt. Das Emirat bestand von 1012 bis 1104; seine Emire waren:
- Hudayl Djalaf 'Izz ad-Dawla, 1012–1045
- Abu Marwan 'Abd al-Malik, 1045–1103
- Yahya Husam ad-Dawla, 1103–1104

Danach wurde Albarracín Teil des Reiches der ebenfalls berberischen Almoraviden, denen jedoch um die Mitte des 12. Jahrhunderts die Almohaden nachfolgten. Diese wurden nach der Schlacht bei Las Navas de Tolosa (1212) von der Iberischen Halbinsel vertrieben. Albarracín fiel kampflos in die Hände der Christen – zunächst an die Familie Azagra, später an das Haus Lara und schließlich (um 1300) an die Krone von Aragón.

## Sehenswürdigkeiten

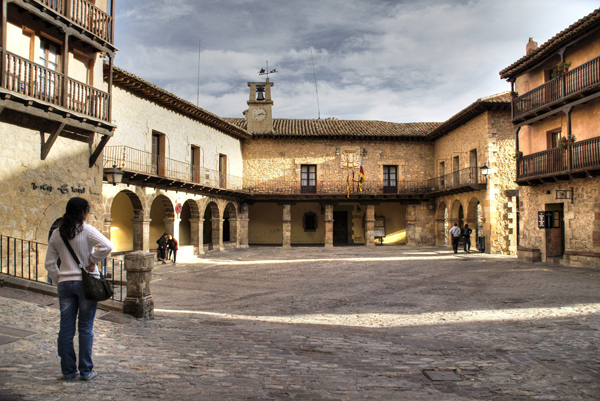
Albarracín – Rathausplatz

- Die Altstadt von Albarracín mit ihren verwinkelten Gassen und Häusern aus Stein, Lehm und Fachwerk wurde bereits im Jahr 1961 als Conjunto histórico-artístico klassifiziert.
- Die von eckigen und von halbrunden Türmen stabilisierte und gesicherte Stadtmauer entstand im 14. Jahrhundert. Ihr enormer Umfang lässt darauf schließen, dass erneute Angriffe erwartet wurden; außerdem ermöglichte sie die Aufnahme von Bauern mitsamt ihrem Vieh und eine bedeutende Stadterweiterung, die jedoch unterblieb.
- Der Alcázar ist ein freistehender Teil der Stadtbefestigung und entstammt dem 10. Jahrhundert. In den Jahren 1088 bis 1093 führte El Cid Verhandlungen mit dem hier residierenden Fürsten. In christlicher Zeit wurde er neugestaltet und mit Halbrundtürmen versehen. Heute befindet sich hier ein kleines Keramikmuseum.
- Die in den Jahren 1527 bis 1600 erbaute Kathedrale (Catedral de El Salvador) entstand an der Stelle eines romanischen Vorgängerbaus; weitere bauliche Veränderungen stammen aus der Zeit des Barock. Die aufwändig gewölbte Apsis birgt einen Schnitzaltar aus dem Jahr 1566 mit beinahe lebensgroßen Figuren.
- Der Bischofspalast (palacio episcopal) entstammt in etwa derselben Zeit; auch er erlebte zahlreiche bauliche Veränderungen. Heute befindet sich hier das Diözesanmuseum (Museo Diocesano) mit zahlreichen Exponaten aus verschiedenen Jahrhunderten.
- Das Stadtmuseum (Museo de Albarracín) befindet sich ein im ehemaligen Hospital aus dem 18. Jahrhundert; es präsentiert Gegenstände aus den verschiedenen Epochen der Stadtgeschichte.

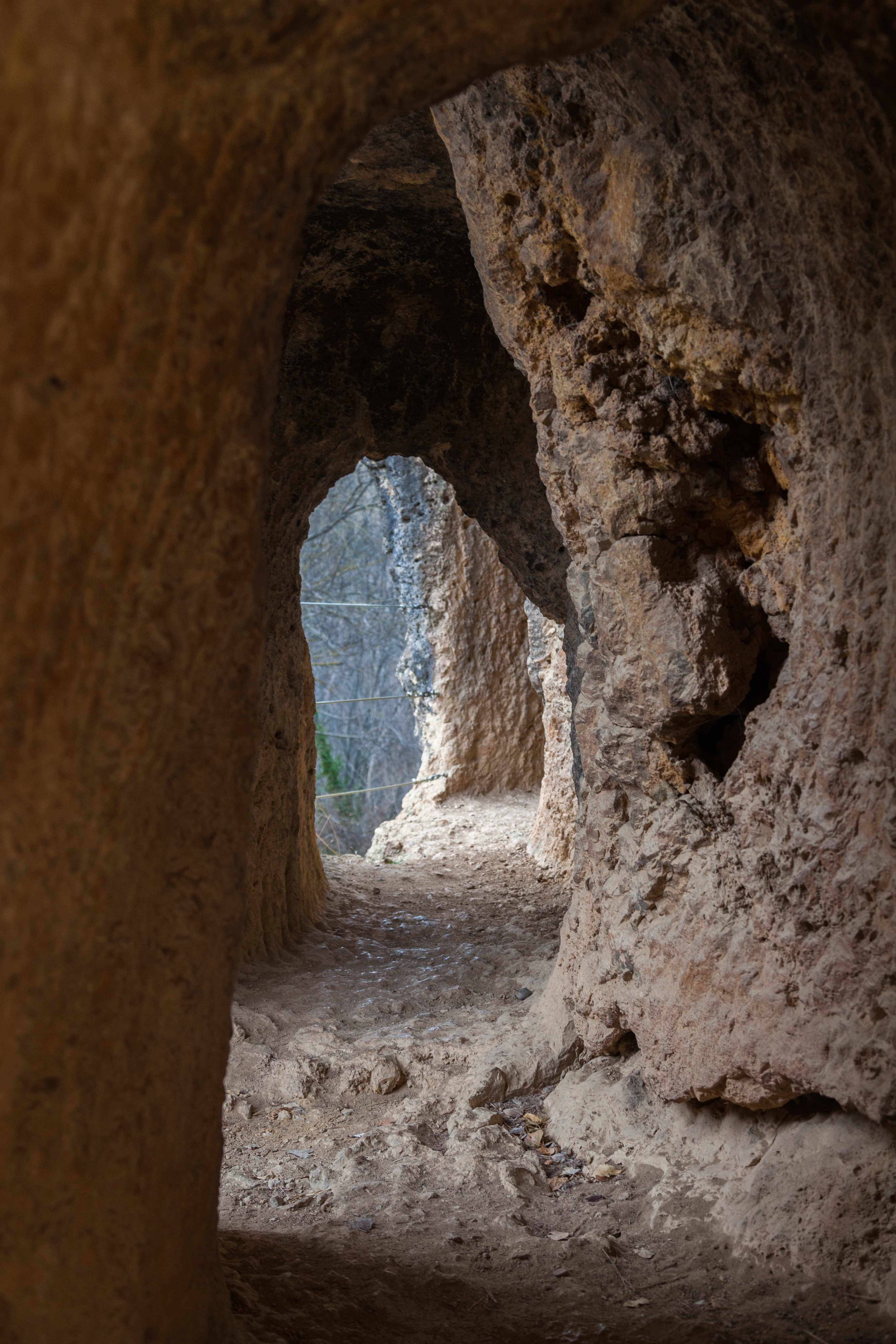
Teil der römischen Wasserleitung (acueducto)
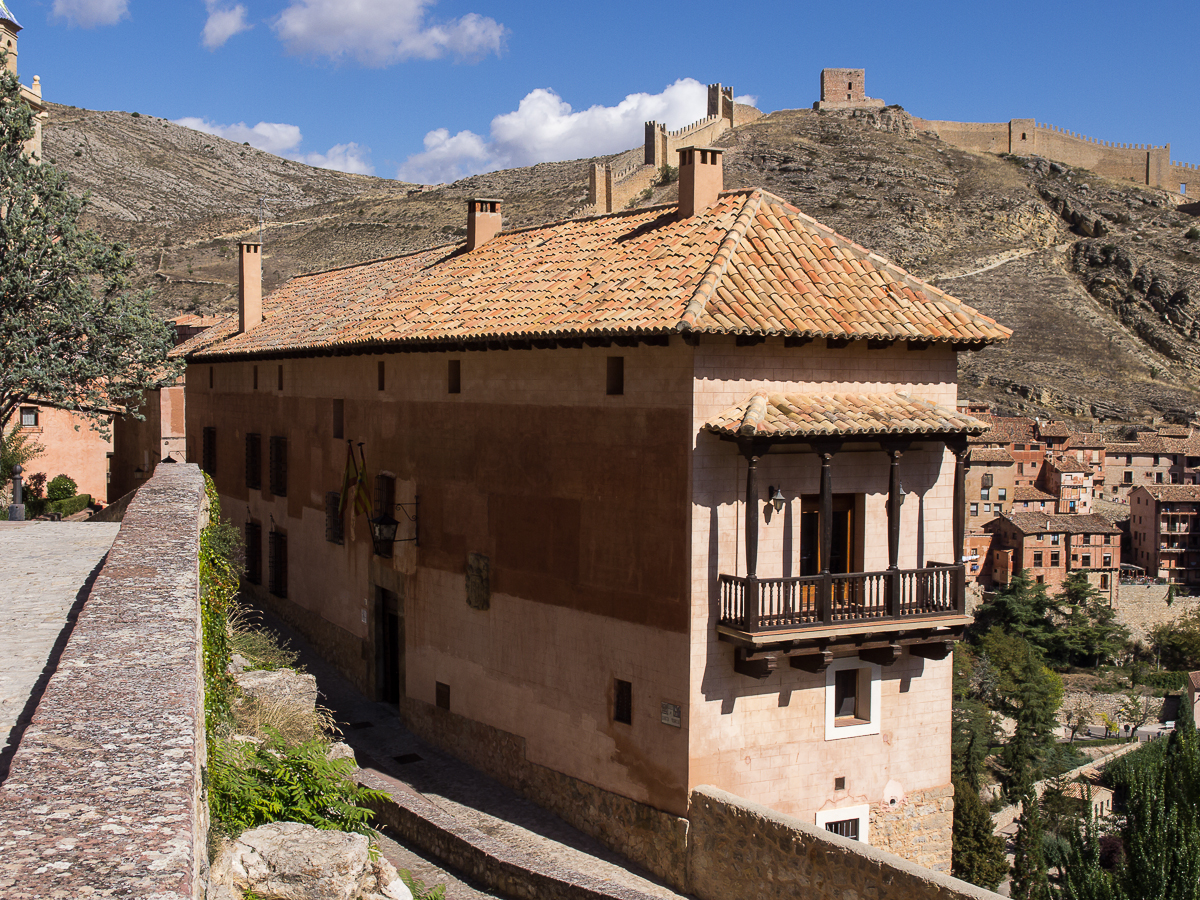
Häuser und Stadtmauer
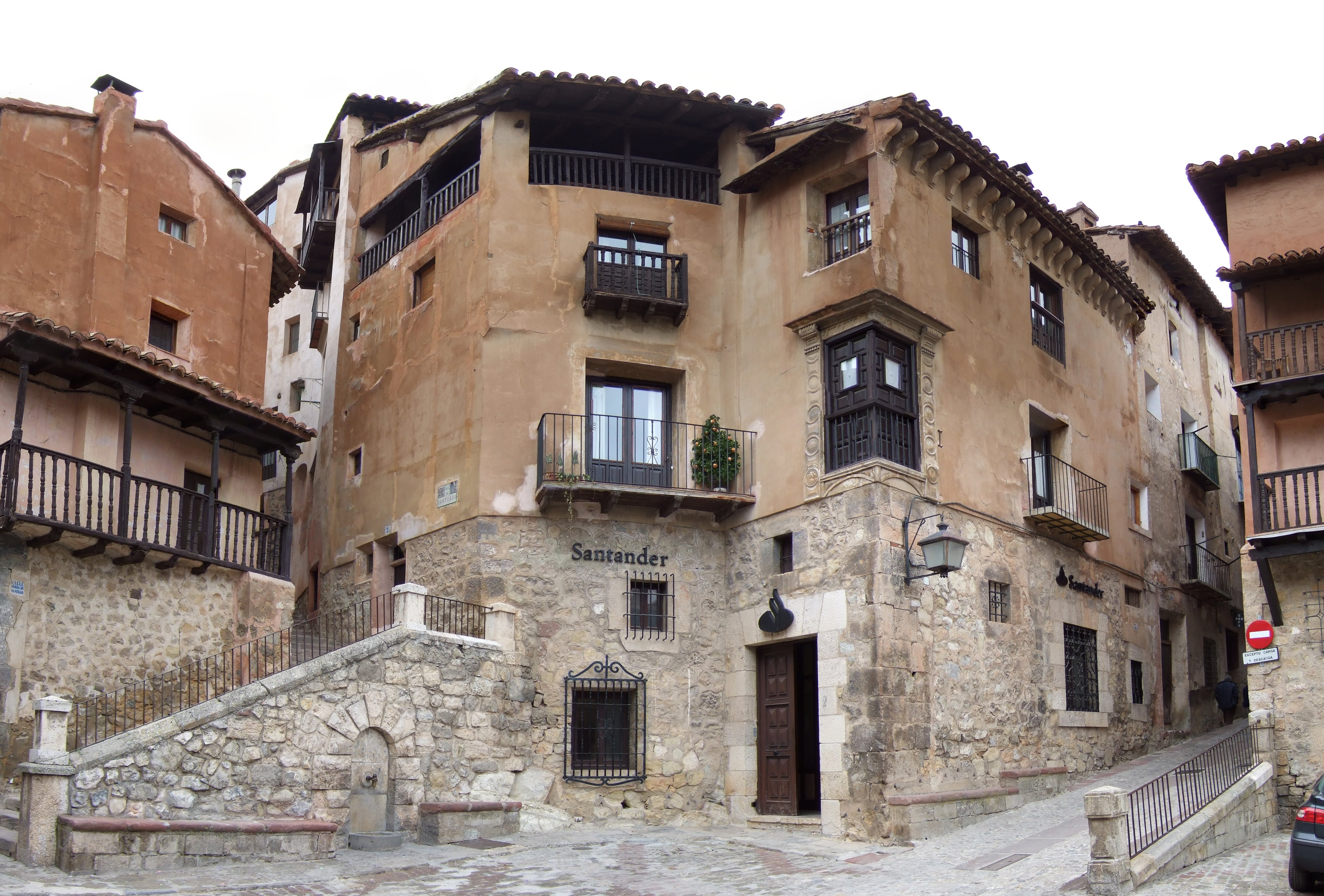
Gassen und Häuser der Altstadt
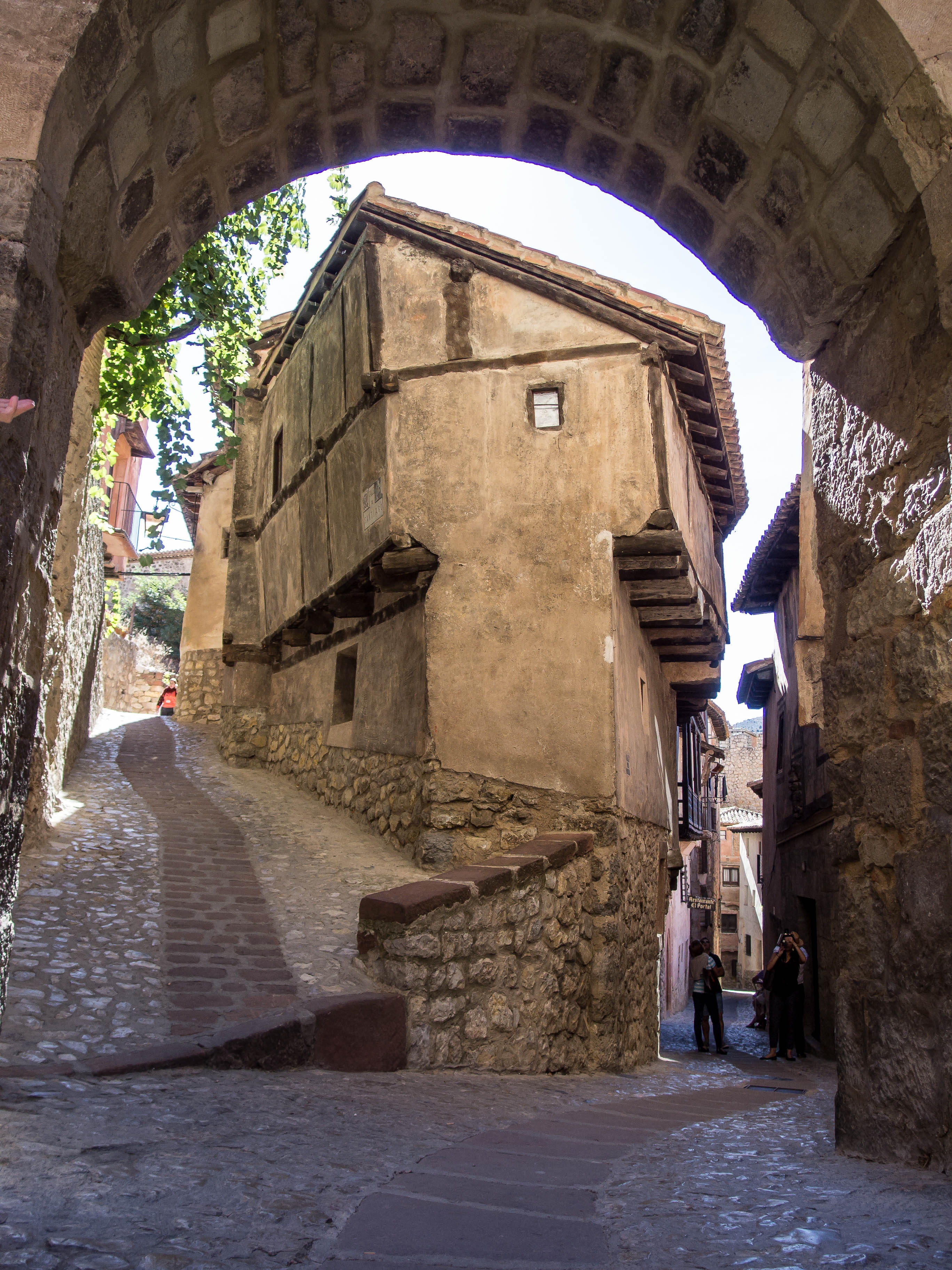
dto.
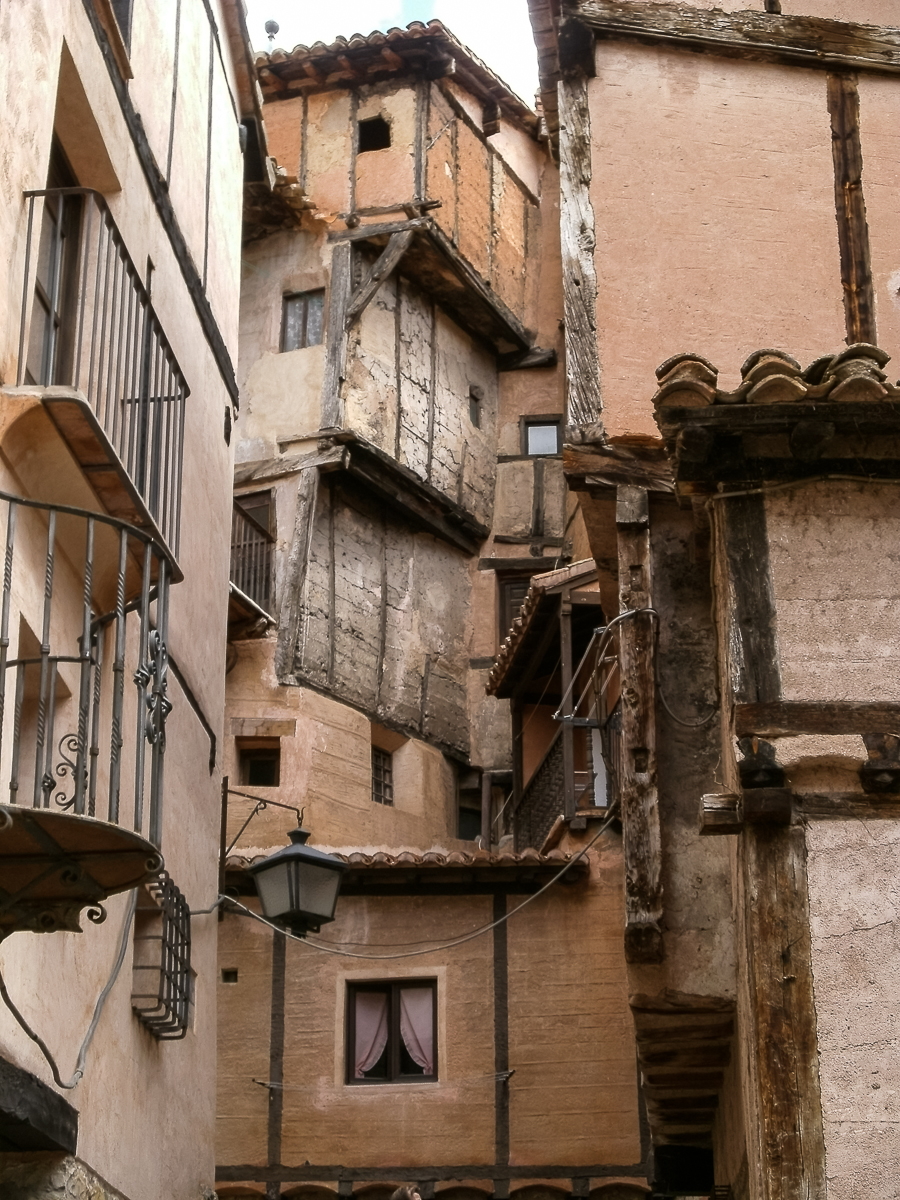
dto.
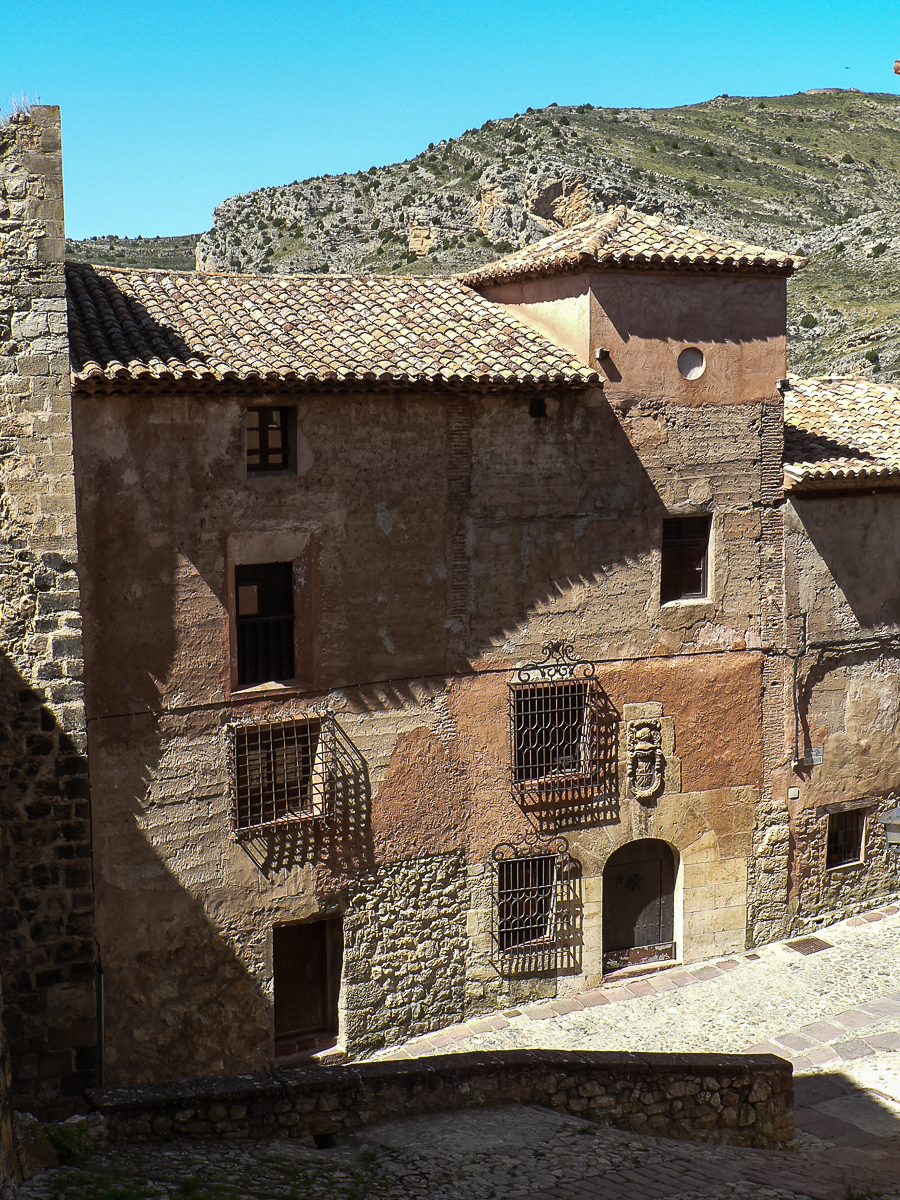
Casa de los Navarro Arzuriaga

Umgebung
- Mehrere Abris (Abri de los Dos Caballos, Abri de La Cocinilla del Obispo, Abri de la Fuente del Cabrerizo, Abri de las Figuras Diversas, Abri de Lázaro, Abri de los Cazadores del Navazo, Abri de los Toros del Prado del Navazo, Abri del Arquero de los Callejones Cerrados, Abrigo del Ciervo, Abrigo de Medio Caballo, Abri Tío Campano) in der Umgebung bergen prähistorische Felsmalereien.

## Gemeindepartnerschaft
Mit der spanischen Gemeinde Azagra in der Region Navarra besteht eine Partnerschaft.